# Pseudastur
Pseudastur es un género de aves en la familia Accipitridae.

## Especies
Se reconocen las siguientes especies:
- Pseudastur polionotus (Kaup, 1847)– busardo blanquinegro;
- Pseudastur albicollis (Latham, 1790)– busardo blanco;
- Pseudastur occidentalis (Salvin, 1876)– busardo dorsigrís.